# Grant Wistrom
Grant Alden Wistrom (Joplin, 3 luglio 1976) è un ex giocatore di football americano statunitense che ha militato nel ruolo di defensive end nella National Football League (NFL).

## Biografia
Dopo avere giocato al college a Nebraska dove vinse due campionati NCAA e fu premiato come All-American, Wistrom fu scelto come sesto assoluto nel Draft NFL 1998 di St. Louis Rams. Nella sua seconda stagione vinse il Super Bowl XXXIV contro i Tennessee Titans. Nel 2000 fece registrare un primato in carriera di 11 sack. Divenuto free agent dopo la stagione 2003, Wistrom firmò coi Seattle Seahawks con cui nel 2005 disputò il suo terzo Super Bowl, perso contro i Pittsburgh Steelers. Svincolato dopo la stagione 2006, si ritirò dopo avere messo a segno 53 sack in carriera.

## Palmarès

### Franchigia
- Super Bowl : 1

St. Louis Rams: XXXIV
- National Football Conference Championship: 3

St. Louis Rams: 1999, 2001
Seattle Seahawks: 2005

### Individuale
- Lombardi Award - 1997
- College Football Hall of Fame

## Statistiche
| Partite             | 132  |
| Partite da titolare | 118  |
| Tackle              | 416  |
| Sack                | 53,0 |
| Intercetti          | 5    |